# Chiến tranh Cleomenes
Chiến tranh Cleomenes (229 BC/228TCN - 222 BC) là cuộc chiến của Sparta và các đồng minh của mình, Elis, chống lại liên minh Achaea và Macedonia. Chiến tranh kết thúc với chiến thắng của người Macedonia và Achaea.
Năm 235 trước Công nguyên, Cleomenes III lên ngôi vua của Sparta và bắt đầu một chương trình cải cách nhằm khôi phục lại truyền thống kỷ luật của Sparta trong khi làm suy yếu ảnh hưởng của các giám quán, các quan chức được bầu chọn mà nắm giữ nhiều quyền lực chính trị, mặc dù họ đã tuyên thệ khi nhậm chức là duy trì sự cai trị của vua Sparta. Khi mà, vào năm 229 trước Công nguyên, các giám quan phái Cleomenes chiếm một thị trấn ở biên giới với Megalopolis, người Achaea tuyên bố chiến tranh. Cleomenes phản ứng bằng cách tàn phá Achaea. Tại núi Lycaeum ông đánh bại một đội quân dưới quyền Aratos của Sicyon, strategos của liên minh Achaea, mà đã được phái đến tấn công Elis, và sau đó đánh tan một đội quân thứ hai gần Megalopolis. Trong khi đó, để củng cố chính trị trong nước, ông đã ra lệnh ám sát các giám quan.
Liên tiếp, Cleomenes xóa các đơn vị đồn trú Achaea ở các thành phố của Arcadia, trước khi nghiền nát một lực lượng Achaea tại Dyme. Đối mặt với sự thống trị của Sparta, Aratos đã buộc phải chuyển sang phe Antigonos III Doson của Macedonia và yêu cầu ông hỗ trợ nỗ lực của người Achaea để đánh bại Sparta. Đổi lại để được hỗ trợ của Macedonia, người Achaea đã buộc phải giao nộp những pháo đài bảo vệ thành Corinth cho Antigonos. Cleomenes cuối cùng đã xâm chiếm Achaea, chiếm quyền kiểm soát của cả Corinth và Argos. Tuy nhiên,khi Antigonos đã tới Peloponnese, Cleomenes đã buộc phải rút lui về Laconia. Ông đã chiến đấu với người Achaea và Macedonia tại Sellasia, nhưng Sparta đã bị đánh tan. Cleomenes sau đó bỏ trốn sang triều đình đồng minh của ông, Ptolemaios III của Ai Cập, nơi ông cuối cùng đã tự sát trong cuộc nổi loạn thất bại chống lại Pharaoh mới, Ptolemaios IV.

## Mở đầu
Cleomenes III lên ngôi vua của Sparta năm 236 TCN hoặc 235 TCN, sau khi phụ vương Leonidas II qua đời. Việc lên ngôi của ông đã đặt dấu chấm kết thúc một thập kỷ với dấu ấn của nhiều xung đột giữa hai Hoàng gia Eurypond và Agis. (Sparta có hai Hoàng gia cùng trị nước vì những người chinh phục ban đầu của Sparta là anh em sinh đôi và con cháu của họ được chia sẻ Sparta.) Trong thời kì rối loạn, Leonidas II đã hành quyết vị vua cải cách đối thủ của mình, Agis IV.
Năm 229 trước Công nguyên, Cleomenes chiếm lấy những thành phố quan trọng Tegea, Mantineia, Caphyae và Orchomenus ở Arcadia, ông ta sau đó tự liên minh với liên minh Aetolia, một liên minh Hy Lạp hùng mạnh của các thành bang ở miền trung Hy Lạp. Các sử gia như Polybius và Sir William Smith tuyên bố rằng Cleomenes chiếm giữ các thành phố nhờ sự phản bội, tuy nhiên, Richard Talbert, người dịch tác phẩm của Plutarch về Sparta, và sử gia NGL Hammond nói rằng Cleomenes chiếm đóng chúng theo yêu cầu riêng của họ [5] Cuối năm đó, các giám quan phái Cleomenes tới chiếm Athenaeum, gần Belbina. Belbina là một trong những điểm đi vào Laconia và bị tranh chấp tại thời điểm đó giữa Sparta và Megalopolis. Trong khi đó, Liên minh Achaea triệu tập một cuộc họp hội đồng của mình và tuyên chiến với Sparta. Cleomenes trong lần trở lại sau đó đã củng cố vị trí phòng thủ của mình.
Aratos của Sicyon, strategos của Liên minh Achaea, cố gắng chiếm lại Tegea và Orchomenus trong một cuộc tấn công ban đêm. Những nỗ lực từ bên trong thành phố đã không thành công, mặc dù vậy Aratos đã lặng lẽ rút lui, hy vọng sẽ không bị nhận ra [a] Cleomenes tuy nhiên phát hiện ra kế hoạch và gửi một bức thư đến Aratos hỏi về các mục tiêu của chuyến viễn chinh của ông. Aratos trả lời là ông đã đến để ngăn chặn Cleomenes củng cố Belbina. Cleomenes trả lời điều này bằng cách nói: "Nếu tất cả mọi người đều như ngài, viết và nói cho tôi biết lý do tại sao ngài mang theo những ngọn đuốc và thang." 

## Những năm đầu tiên và thành công của Sparta

Bản đồ bán đảo Peloponnese cho thấy những vị trí và thành phố quan trọng của cuộc chiến tranh Cleomenes.

Sau khi củng cố Belbina, Cleomenes tiến quân vào Arcadia với 3.000 bộ binh và một vài kỵ binh. Tuy nhiên, ông bị gọi trở lại bởi các giám quan, và việc rút lui này cho phép Aratos vây hãm Caphyae ngay khi Cleomenes trở lại Laconia  Sau khi tin tức này đến Sparta, các giám quan phái Cleomenes đi một lần nữa;. ông đã cố gắng để chiếm thành phố Methydrium của người Megalopia trước khi tàn phá lãnh thổ xung quanh Argos.
Khoảng thời gian này, Liên minh Achaea phái một đội quân dưới quyền một thượng đẳng tướng quân mới-Aristomachos của Argos, người đã được bầu vào tháng 5 năm 228 TCN, để giao chiến với Cleomenes trên chiến trường. Quân đội Achaea có 20.000 bộ binh và 1.000 kỵ binh đối đầu với 5.000 Sparta tinh nhuệ tại Pallantium. Aratos, người đã đi theo Aristomachos, khuyên nên ông phải rút lui bởi vì thậm chí 20.000 lính Achaea là không thể bằng được với 5.000 lính Sparta. Aristomachos, nghe lời khuyên của Aratus, thoái lui với quân Achaea.
Trong khi đó, Ptolemaois III của Ai Cập, người là đồng minh của Liên minh Achaea trong các cuộc chiến tranh của họ chống lại Macedon, chuyển hỗ trợ tài chính của mình cho Sparta. Ptolemaio đã thực hiện quyết định này sau khi tính toán rằng một Sparta hồi sinh sẽ là một đồng minh có giá trị hơn chống lại Macedon hơn là liên minh Achaea đang suy yếu.
Trong tháng 5 năm 227 trước Công nguyên, Aratos lại một lần nữa được bầu làm thượng đẳng tướng quân và tấn công Elis. Người Elis kêu gọi Sparta trợ giúp, vì người Achaea đã rút về từ Elis, Cleomenes tấn công và đánh tan tác toàn bộ quân đội của họ ở gần núi Lycaeum. Tận dụng lợi thế của một tin đồn rằng ông đã bị giết trong cuộc giao tranh, Aratos tấn công và chiếm giữ Mantinea.
Trong khi đó, Vua nhà Eurypontid của Sparta là Eudamidas III, con trai của Agis IV, qua đời. Pausanias, nhà văn Hy Lạp, tuyên bố rằng Cleomenes đầu độc ông. Để tăng cường địa vị của mình chống lại các giám quan, những người phản đối chính sách bành trướng của mình, Cleomenes triệu hồi người chú Archidamus V của Eudamidas III đang bị lưu đày ở Messene để ngồi lên ngai vàng nhà Eurypontid, nhưng ngay sau khi Archidamus trở về thành phố, ông bị ám sát. Sự dính líu của Cleomenes vụ việc không rõ ràng, bởi vì các nguồn cổ mâu thuẫn với nhau: Polybius tuyên bố rằng Cleomenes đã ra lệnh sát hại, nhưng Plutarch không đồng ý

## Trận Ladoceia và cải cách
Sau đó trong năm 227 TCN, Cleomenes hối lộ các giám quan để cho phép ông tiếp tục chiến dịch của ông chống lại người Achaea. Sau khi thành công với việc hối lộ của ông, Cleomenes tiến vào lãnh thổ của người Megalopolis và chiếm được làng Leuctra. Đáp lại, một đội quân Achaea tiến đến, giải vây cho thành phố và gây ra một thất bại nhỏ cho quân đội Sparta đóng gần bức tường thành phố nhất. Cleomenes đã buộc phải phải rút lui với quân đội của mình qua một loạt các khe núi. Aratos ra lệnh cho người Achaea không nên truy đuổi người Sparta qua khe núi, nhưng Lydiadas của Megalopolis không vâng lệnh và tấn công cùng với quân kỵ binh để truy đuổi quân Sparta. Lợi dụng địa hình khó khăn và kỵ binh của kẻ địch phân tán rải rác, Cleomenes phái những lính Crete, Tarentine của mình chống lại Lydiadas. Họ đánh tan kỵ binh kẻ thù, và Lydiadas nằm trong số những người chết. Người Sparta, được khích lệ bởi những điều này, tấn công vào bộ phận chính của quân Achaea và đánh bại toàn bộ quân địch. Người Achaea,tức giận và nản lòng bởi thất bại của Aratos vì đã không hỗ trợ cho Lydiadas tới mức họ không tấn công thêm nữa trong năm đó.

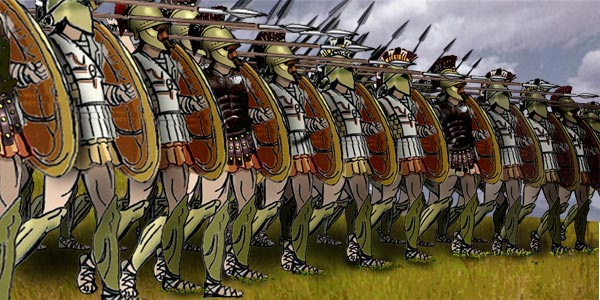
Đội hình phalanx truyền thống của người Hy Lạp với giáo và khiên (aspis).

Cleomenes, bây giờ tự tin vào vị thế vững chắc của mình, bắt đầu âm mưu chống lại các giám quan. Đầu tiên ông tuyển mộ cha dượng của mình, thuyết phục ông ta về sự cần thiết phải loại bỏ các giám quan. Cleomenes tranh luận rằng sau đó họ có thể ban phát tài sản của các giám quan chung cho tất cả các công dân và cùng hướng tới việc giành lại quyền bá chủ của người Sparta ở Hy Lạp. Sau khi thuyết phục được cha dượng của mình, Cleomenes bắt đầu chuẩn bị cuộc cách mạng của mình. Sử dụng những người đàn ông mà ông coi là nhiều khả năng có thể chống lại mình(có thể là trong một nỗ lực để khiến cho họ bị giết), ông chiếm Heraea và Asea. Ông cũng mang đến lương thực cho người dân của Orchomenus- mà đang bị người Achaea bao vây -trước khi cắm trại bên ngoài Mantinea. Chiến dịch này đã làm kiệt sức đối thủ của ông, những người yêu cầu ở lại Arcadia để họ có thể nghỉ ngơi. Cleomenes sau đó tiến về Sparta với lính đánh thuê của mình và phái một số người ủng hộ trung thành để giết các giám quan. Tất cả trong năm giám quan đã thiệt mạng, với ngoại lệ là Agylaeos, người đã cố gắng để trốn thoát và tìm nơi trú ẩn trong một ngôi đền 
Với việc các giám quan bị loại bỏ, Cleomenes khởi xướng cải cách của mình. Đầu tiên, ông đã giao nộp đất đai của mình cho nhà nước, sớm theo sau là cha dượng và bạn bè của ông, và sau đó là phần còn lại của các công dân. Ông chia tất cả diện tích đất của người Sparta, thành các phần bằng nhau cho từng người dân. Ông tăng số công dân bằng cách ban quyền công dân cho một số perioeci, những người đã tạo thành tầng lớp trung lưu Sparta, nhưng vào thời điểm đó không có quyền công dân Sparta. Mở rộng số người có quyền công dân có nghĩa là Cleomenes có thể xây dựng một đội quân lớn hơn, ông đã đào tạo được 4.000 lính hoplite và khôi phục lại xã hội cũ của người Sparta và kỉ luật quân sự. Ông cũng củng cố quân đội của mình bằng cách đưa vào sử dụng sarissa của người Macedonia (giáo). Cleomenes hoàn thành cải cách của mình bằng cách đưa em trai của mình, Eucleidas, trở thành nhà vua nhà Agiad vua đầu tiên, ngồi trên ngai vàng nhà Eurypontid 

## Thống trị Peloponnese

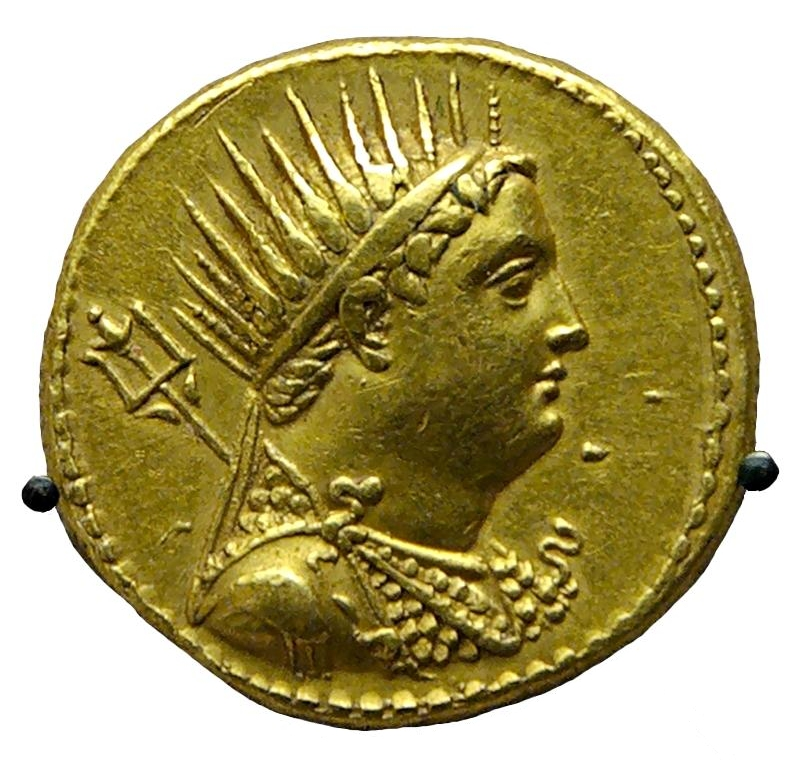
Một đồng tiền xu của vua Ptolemaios III

Ptolemaios III của Ai Cập đã tiếp tục đề nghị hỗ trợ Cleomenes với điều kiện rằng nhà vua Sparta sẽ đưa mẹ và con cái làm con tin. Cleomenes do dự nhưng mẹ của ông, sau khi biết được đề nghị của Ptolemaios, đã tự nguyện tới Ai Cập.
Năm 226 trước Công nguyên, các công dân của Mantinea kêu gọi Cleomenes trục xuất các đơn vị đồn trú người Achaea khỏi thành phố. Vào một đêm, ông và quân đội của mình len lỏi vào thành phố và loại bỏ đơn vị đồn trú người Achaea trước khi hành quân đến Tegea gần đó. Từ Tegea, Người Sparta tiên vào Achaea, nơi Cleomenes hy vọng lực lượng của liên minh sẽ phải đối mặt với ông trong một trận chiến mở. Cleomenes tiến quân với quân đội của mình đến Dyme và đã chạm trán với toàn bộ quân đội Achaea. Trong trận chiến sau đó, người Sparta đánh tan đội hình phalanx Achaea, giết chết nhiều người Achaea và bắt nhiều người khác. Sau chiến thắng này, Cleomenes chiếm được thành phố Lasium và tặng nó cho người Elia.
Liên minh Achaea đã mất tinh thần bởi cuộc chiến này; Aratos cũng đã từ chối chức tướng quân, và khi cả Athen và liên minh Aetolia từ chối lời kêu gọi của họ, họ đã thỉnh cầu hòa bình với Cleomenes  Ban đầu, Cleomenes chỉ nêu một vài yêu cầu nhỏ với các đại biểu Achaea, nhưng khi cuộc đàm phán tiến triển, tham vọng của Cleomenes trở nên lớn hơn và cuối cùng ông nhấn mạnh rằng quyền lãnh đạo của Liên minh phải giao cho ông ta. Đổi lại, ông sẽ trao trả các tù nhân Achaea và cácd thành trì mà ông chiếm giữ. Người Achaean mời Cleomenes tới Lerna, nơi họ đã tổ chức Hội đồng. Trong khi đi đến đó, Cleomenes uống nước quá nhiều, khiến ông bị mất giọng nói của mình và ho ra máu-một tình huống buộc Cleomens phải trở lại để Sparta.
Aratos đã lợi dụng sự cố này, và bắt đầu âm mưu chống lại Cleomenes với vua Antigonos III Doson của Macedon. Trước đó, trong năm 227 trước Công nguyên, hai sứ thần từ Megalopolis được gửi tới Macedon để cầu xin giúp đỡ. Antigonos tỏ ra ít quan tâm vào thời gian này, và những nỗ lực này thất bại. Aratos muốn vua Macedonia đến Peloponnese và đánh bại Cleomenes, đổi lại là sự kiểm soát của Acrocorinth  Đây không phải là một sự hy sinh mà liên minh sẵn sàng, tuy nhiên, họ từ chối để tìm kiếm sự giúp đỡ từ Macedon.